# Zimirina moyaensis
Zimirina moyaensis är en spindelart som beskrevs av Jörg Wunderlich 1992. Zimirina moyaensis ingår i släktet Zimirina och familjen Prodidomidae.
Artens utbredningsområde är Kanarieöarna. Inga underarter finns listade i Catalogue of Life.